# Sant'Apollonia (Artemisia Gentileschi)
Sant'Apollonia è un dipinto attribuito ad Artemisia Gentileschi e datato tra il 1642 ed il 1644. Attualmente è conservato al Museo Soumaya di Città del Messico.

## Storia
Il dipinto si ritiene sia stato realizzato durante il soggiorno napoletano dell'artista, dopo che Gentileschi fu tornata da Londra nel 1642. Sant'Apollonia è spesso accoppiata ad un'altra rappresentazione di santa Lucia.
Le vicende del dipinto sono ignote fino al 1980, anno nel quale l'opera viene venduta da Sotheby's a Londra.

## Descrizione
L'opera raffigura Apollonia, martire che morì, secondo la tradizione, ad Alessandria d'Egitto, durante una rivolta contro i cristiani del 249. Il ritratto mostra la figura della santa dalla vita in su, immersa in uno sfondo scuro. Apollonia ha lo sguardo e la sua mano sinistra rivolti verso l'alto, come se tendessero al cielo; la mano destra, invece, impugna delle tenaglie con un dente, attributo iconografico che rende possibile l'identificazione della donna con Apollonia di Alessandria.
La santa indossa un abito color malva con maniche azzurrine (tale scelta cromatica permette di apprezzare maggiormente il drappeggio del tessuto); queste ultime ed il collo, inoltre, sono adornati di perle. Un aspetto importante che emerge dalla tela è l'utilizzo del chiaroscuro, tecnica pittorica fortemente apprezzata dall'arte barocca - tipica dello stile del Caravaggio - che conferisce all'immagine maggiore drammaticità.